# Pulosari (Pangalengan)
Pulosari is een bestuurslaag in het regentschap Bandung van de provincie West-Java, Indonesië. Pulosari telt 9713 inwoners (volkstelling 2010).